# Сура Аш-Шура
Сура Аш-Шура (араб. سورة الشورى‎) або Рада — сорок друга сура Корану. Мекканська, містить 53 аяти.